# Língua tangkhul
Tangkhul (Tangkhul Naga) é uma língua Sino-Tibetana do ramo Tangkhul, que é falada em 168 vilas no distrito de Ukhrul, Manipur, India, com alguns falantes dispersos em Nagaland e Tripura. Em [Ukhrul, o Tangkhul ´r falado nas vilas Hundung, Sirol, Langdang, Lamlang Gate, Litan, Yangangpokpi e em outros locais (Arokianathan 1995).
Tangkhul não é próxima de dialetos da  perto de da língua Naga. É um “continuum” de dialetos pelos quais falantes de diferentes aldeias vizinhas podem se entender, porém, um dialeto mais ao norte ou ao sul será menos fácil de entender, se for o caso. A  lingua franca  é o dialeto de Hunphun (Ukhrul).
Esse dialeto falado pelo povo de Hunphun (o nome tradicional de Ukhrul) tornou-se o dialeto mais comum entre os Tangkhuls porque os britânicos assim configuravam sua administração em Ukhrul. O missionário Batista Americano Rev. William Pettigrew traduziu a Bíblia para o dialeto de Hunphun.
O dialeto Kupome é também chamado Luhupa, mas os dialetos do sul (Luhupa) já foram classificados como variantes das línguas Kukishes setentrionais.

## Escrita
A língua Tangkhul usa uma forma do alfabeto latino sem as letras B, D, G, Q, V, X, Z, mas com as formas Kh, Ph, Th,  š, ɲ, ə